# رأی‌گیری رتبه‌ای در ایالات متحده آمریکا
رأی‌گیری با انتخاب‌های رتبه ای ترجیحی (RCV) یک نظام رأی‌گیری ترجیحی است که در برخی از مناطق ایالات متحده اجرا می‌شود و در آن رأی دهندگان می‌توانند به  انتخاب‌های خود از میان نامزدهای بسیار اولویت بندی (رتبه‌بندی) کنند، و روشی برای شمارش نامزدهای با رتبه پایین‌تر در صورت حذف نامزدهای دارای رتبه‌های بالاتر در مرحله‌های پی در پی شمارش آرا در آن وجود دارد. در عمل، روشهای مختلفی برای پیاده‌سازی و گونه‌های مختلفی برای این نظام وجود دارد. رأی‌گیری مرحله دوم آنی (IRV) و تکرأی انتقال پذیر (STV) انواع کلی نظام‌های رأی دهی با انتخاب رتبه‌بندی شده در ایالات متحده هستند.
رأی دهی با رتبه‌بندی برای انتخابات مقدماتی ایالتی، کنگره و ریاست جمهوری در ایالت آلاسکا و مین و برای انتخابات محلی در بیش از ۲۰ شهر ایالات متحده از جمله کمبریج، ماساچوست. سانفرانسیسکو، کالیفرنیا؛ اوکلند، کالیفرنیا؛ برکلی، کالیفرنیا؛ سان لئاندرو، کالیفرنیا؛ پارک تاکوما، مریلند؛ سنت پل، مینه سوتا؛ مینیاپولیس، مینه سوتا؛ سانتافه، نیومکزیکو؛ پورتلند، ماین؛ لاس کروسس، نیومکزیکو؛ و پارک سنت لوئیس، مینه سوتا استفاده می‌شود. نیویورک با اختلاف بالا بزرگ‌ترین جمعیت رای‌دهنده در ایالات متحده است که RCV را انتخاب کرده‌است، ور در انتظار اجرای آن در سال ۲۰۲۱ است. RCV معمولاً برای رهبری دانشجویان و سایر انتخابات غیردولتی استفاده می‌شود. این شیوه در انتخابات مقدماتی ریاست جمهوری حزب دموکرات ۲۰۲۰ توسط همه رأی دهندگان در چهار ایالت مورد استفاده قرار گرفت.

روند شمارش معمول یک انتخابات RCV تک کرسی

بین سالهای ۱۹۱۲ و ۱۹۳۰، اشکال محدودی از RCV (معمولاً فقط با دو رتبه) اجرا شد و متعاقباً لغو شد، همان‌طور که در برخی از شهرها در ۲۰۱۰–۲۰۱۰ نیز اتفاق افتاد.

## استفاده در سطح ریاست جمهوری

### مین، ۲۰۲۰ - تاکنون
در ۲۶ اوت ۲۰۱۹، قوه مقننه مین لایحه استفاده از RCV را برای انتخابات مقدماتی ریاست جمهوری و انتخابات عمومی تصویب کرد. در تاریخ ۶ سپتامبر ۲۰۱۹، فرماندار جنت میلز اجازه داد این لایحه بدون امضای وی به قانون تبدیل شود، که اجرای آن به بعد از انتخابات مقدماتی ریاست جمهوری حزب دموکرات ۲۰۲۰ در ماه مارس موکول کرد اما مقرر کرد مین از آن برای انتخابات عمومی ۲۰۲۰ استفاده کند و مین را به اولین ایالتی که از RCV برای انتخابات عمومی ریاست جمهوری استفاده می‌کند تبدیل کرد.
در انتخابات ریاست جمهوری ۲۰۲۰ ایالات متحده در مین در سراسر ایالت و در حوزه ۱ کنگره جو بایدن و در حوزه ۲ کنگره دونالد ترامپ با کسب اکثریت آرا پیروز شدند، بنابراین نیازی به برگزاری دور دوم فوری نبود.

### آلاسکا، ۲۰۲۲ تاکنون
در انتخابات ۲۰۲۰ آلاسکا، رأی دهندگان اقدام ۲ را تأیید کردند، که جایگزین انتخابات مقدماتی احزاب با انتخابات مقدماتی تک مرحله ای غیر حزبی خواهد شد که در آن ۴ نامزد برتر به یک انتخابات عمومی که از رأی‌گیری با گزینه‌های انتخابی استفاده می‌کند، راه می‌یابند. برای انتخابات ایالتی، فدرال و ریاست جمهوری مورد استفاده قرار خواهد گرفت.

## استفاده در سطح محلی و شهر استفاده کنید

### نیویورک

#### نیویورک
در ۵ نوامبر سال ۲۰۱۹، رای‌دهندگان نیویورک سیتی سؤال # ۱ برای اصلاح منشور شهر به این که "به رای دهندگان امکان رتبه بندی تا پنج نامزد در انتخابات مقدماتی و ویژه برای شهردار، مدافع عمومی، حسابرسی، رئیس بخش، و شورای شهر از ژانویه ۲۰۲۱ داده شود. " رای موافق دادند هیئت تحریریه نیویورک تایمز در حمایت از این طرح در ماه اکتبر نوشت: "رأی‌گیری با انتخاب رتبه ای ترجیحی اصلاحاتی هوشمندانه و آزمایش شده‌است که به نیویورکی‌ها کمک می‌کند نامزدی را انتخاب کنند که از حمایت اکثریت رأی دهندگان برخوردار است. آیا این همان چیزی نیست که منظور از دموکراسی است؟ "
اولین انتخابات در شهر برای استفاده از رأی‌گیری با رأی انتخابی در حوزه ۲۴ شورای شهر در کوئینز بود که در ۲ فوریه ۲۰۲۱ برگزار شد.